# Đông Hưng (trấn)
Đông Hưng (chữ Hán giản thể: 东兴镇, âm Hán Việt: Đông Hưng trấn) là một thị trấn trực thuộc thành phố cấp huyện Đông Hưng, địa cấp thị Phòng Thành Cảng, khu tự trị dân tộc Choang Quảng Tây, Cộng hòa Nhân dân Trung Hoa. Thị trấn này có diện tích 133,33 ki-lô-mét vuông, dân số năm 2018 là 100.157 người. Mã số bưu chính của thị trấn Đông Hưng là 538199, mã vùng điện thoại là 0770.

## Hành chính
Thị trấn Đông Hưng được chia ra làm 15 đơn vị hành chính cấp thôn, bao gồm 7 xã khu và 8 thôn
- Xã khu: Đông Giao (东郊社区), Thâm Câu (深沟社区), Hoa Khê (花溪社区), Trung Sơn (中山社区), Thất Tinh (七星社区), Công Viên (公园社区), Bắc Giao (北郊社区)
- Thôn: Trúc Sơn (竹山村), Tùng Bách (松柏村), Nam Mộc Sơn (楠木山村), Trường Hồ (长湖村), Đại Điền (大田村), Giang Na (江那村), Hà Châu (河洲村), Ngưu Ách Lĩnh (牛轭岭村)